# R.G. Wescott
R.G. Wescott – amerykański strzelec, mistrz świata.
Wescott jest dwukrotnym medalistą mistrzostw świata. Oba tytuły wywalczył na turnieju w 1923 roku. Został indywidualnym brązowym medalistą w pistolecie dowolnym z 50 m, przegrywając wyłącznie z Irvingiem Calkinsem i Charlesem Price'em. W drużynowym strzelaniu z pistoletu dowolnego z 50 m Amerykanie wywalczyli złoto (skład zespołu: Irving Calkins, J. Dunn, Karl Frederick, Charles Price, R.G. Wescott). Był to jednak słabo obsadzony turniej – w strzelaniu z pistoletu dowolnego startowali wyłącznie wyżej wymienieni strzelcy amerykańscy.

## Medale mistrzostw świata
Opracowano na podstawie materiałów źródłowych:
| Mistrzostwa     | Konkurencja                       | Wynik                             | Miejsce |
| --------------- | --------------------------------- | --------------------------------- | ------- |
| Camp Perry 1923 | Pistolet dowolny, 50 m            | 512 pkt.                          |         |
| Camp Perry 1923 | Pistolet dowolny, 50 m, drużynowo | 2540 pkt. (druż.) 512 pkt. (ind.) |         |